# Johannes Just Nielsen
Johannes Just Nielsen (6. juli 1920 i Darum – 28. maj 1942 ved Demjansk) var en dansk nazistisk officer, der gjorde tjeneste i Frikorps Danmark.

## Liv og karriere
Nielsen blev født på Dalshøj præstegård; hans forældre var sognepræst Just Thomas Nielsen og Anna Milla.
Som alle danske officerer i Frikorps Danmark havde han en fortid i hæren. Han var på finsk side i den Anden Finske Vinterkrig uden at komme i kamp.
Han var med fra begyndelsen i Frikorps Danmark. I sommeren 1941 meldte han sig til Waffen-SS. Først kom han i 2. kompagni, men da kompagnichefen Per Sørensen skiftede til 1. kompagni, tog han Johannes Just Nielsen med sig. Han førte delingen til sin død
Da Frikorpset i maj 1942 ankom til fronten, havde han et stort ry. Hans evner som delingsfører begejstrede alle.
Den 28. maj 1942 skulle Frikorpset udføre sit første egentlige angreb, og Johannes Just Nielsen meldte sig frivilligt til at lede operationen. Angrebet lykkedes, men da soldaterne trak sig tilbage til deres stillinger, blev de angrebet med granater og  maskingeværer. En af de første dræbte var Johannes Just Nielsen, der rullede ad en skrænt ned i Robja-åen, hvor han blev efterladt.
Frikorpsets kommandant Christian Frederik von Schalburg udtalte samme dag: "Der mistede jeg min bedste officer!".
Han opnåede som den første dansker den såkaldte føreranerkendelse.